# Servet-i Fünûn

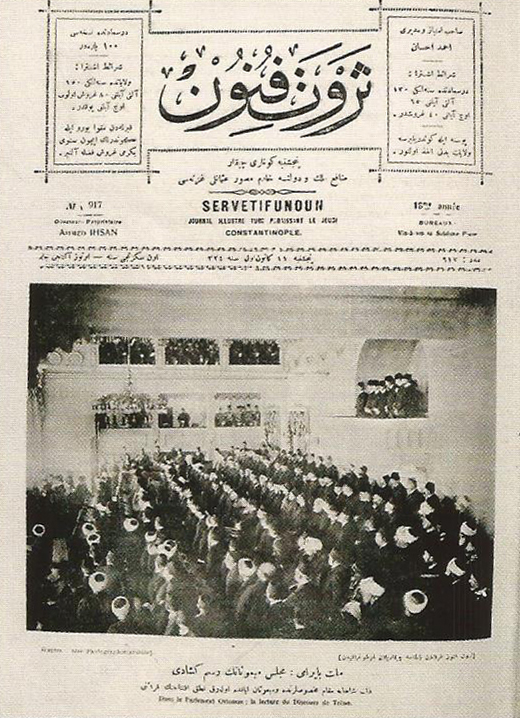
Numero di Servet-i Fünûn del 24 aprile 1908

Servet-i Fünûn (in Turco ottomano: ثَروَتِ فُنون ("La ricchezza del sapere") è stato un giornale con uscita settimanale fondato da Ahmet İhsan Tokgöz nel 1891, le cui pubblicazioni cessarono nel 1944. Era un giornale d'avanguardia che Halid Ziya Uşaklıgil e gli altri scrittori del movimento "Nuova Letteratura" (in Turco ottomano: ادَبِيّاتِ جَديدَه Edebiyat-ı Cedîde) pubblicarono per informare i loro lettori sui movimenti culturali e intellettuali europei, e in particolare francesi, Altri titoli della rivista furono Uyanış, Resimli Uyaniş e Terwet-i fünūn. Tevfik Fikret divenne il suo direttore nel 1896. Un altro membro di rilievo era il poeta Süleyman Nazif. Il romanzo d'amore di Halit Ziya, Aşk-ı Memnu, venne pubblicato sulla rivista nel 1899 e nel 1900. Il romanzo è stato poi adattato in diverse serie televisive, la più nota delle quali è la serie apparsa nel 2008-10 con lo stesso nome in Turchia.